# On the Road 1982
On the Road 1982 – koncertowy album brytyjskiej grupy Camel wydany w roku 1994. Płyta zawiera materiał z trasy koncertowej podsumowującej 10-lecie działalności zespołu. Nagrania dokonano 13 czerwca 1982 roku w Hadze w Holandii. Materiał jest złej jakości, a całość jest traktowana jako oficjalny bootleg.

## Lista utworów
1. "Sasquatch" (4.30) – Latimer
2. "Highways of the Sun" (4.38) – Bardens, Latimer
3. "Hymn to Her" (5.23) – Latimer, Schelhaas
4. "Neon Magic" (4.04) – Latimer, Schelhaas
5. "You Are the One" (5.21) – Latimer
6. "Drafted" (4.01) – Hoover, Latimer
7. "Lies" (4.10) – Hoover, Latimer
8. "Captured" (3.19) – Latimer, Schelhaas
9. "A Heart's Desire/End Peace" (4.34) – Hoover, Latimer
10. "Heroes" (5.36) – Hoover, Latimer
11. "Who We Are" (6.21) – Latimer
12. "Manic" (4.11) – Hoover, Latimer
13. "Wait" (4.49) – Latimer, McBurnie
14. "Never Let Go" (6.44) – Latimer

## Twórcy
- Andrew Latimer – gitara, śpiew, instrumenty klawiszowe
- David Paton – gitara basowa
- Chris Rainbow – śpiew
- Kit Watkins – instrumenty klawiszowe
- Stuart Tosh – perkusja
- Andy Dalby – gitara